# 乌多姆塞省
乌多姆塞省是老挝西北部的一个省，首府孟赛。
這裡最早的居民是克木族，在1260年來自西雙版納的傣泐人征服該地，並建立一條名為Ban Luang Cheng的村落。

## 行政区划
- 赛县（芒赛县、孟赛县，ເມືອງໄຊ）
- 拉县（孟腊县 ເມືອງຫຼາ）
- 纳莫县（ເມືອງນາໝໍ້）
- 雅县（孟雅县 ເມືອງງາ）
- 本县（孟本县，ເມືອງແບ່ງ）
- 洪县（孟昏县，ເມືອງຮຸນ）
- 巴本县（孟巴本县，ເມືອງປາກແບ່ງ）北宾